# Winfred King
Winfred Martin King  (nacido el 12 de junio de 1961 (63 años) en Atlanta, Georgia) es un exjugador de baloncesto estadounidense. Con 2.08 de estatura, jugaba en la posición de pívot. Su carrera deportiva la desarrolló entre la LEGA y la ACB.

## Equipos
- 1979-1981 Anderson Junior College.
- 1981-1982 Indiana State.
- 1982-1983 Universidad Estatal de Tennessee Oriental
- 1984-1985 Pallacanestro Gorizia
- 1985-1986 Breogán Lugo
- 1987-1988 CB Collado Villalba
- 1988-1991 AP Udinese
- 1991-1992 Pallacanestro Firenze
- 1992-1993 Maccabi Tel Aviv